# Puzosia
Puzosia Bayle, 1878 è un genere di molluschi cefalopodi estinti appartenente alle ammoniti (sottoclasse Ammonoidea), vissuto dall'Aptiano (parte superiore del Cretaceo Inferiore) al Campaniano, nel Cretaceo Superiore. La distribuzione di questo gruppo è mondiale.

## Descrizione
Conchiglia con avvolgimento planispirale, tendenzialmente evoluta, moderatamente compressa, con limitato ricoprimento tra i giri successivi. Ombelico largo ma moderatamente profondo, delimitato da un margine netto e piuttosto elevato, sub-verticale. L'ornamentazione è caratterizzata da coste con andamento debolmente sinuoso e proverse, che attraversano il ventre arrotondato e privo di solchi o carene. In diverse specie le coste sono distinte solo sulla parte esterna dei fianchi. Sono presenti costrizioni periodiche sub-parallele alle coste che decorrono invece lungo tutto il fianco e risultano particolarmente incise sul ventre. La sezione dei giri nell'adulto è sub-ovale. Sutura di tipo ammonitico molto complessa, con numerosi elementi assai ramificati; selle squadrate e un lobo laterale molto grande, bifido o trifido, asimmetrico, molto retroverso. Nell'adulto, l'ornamentazione a coste e costrizioni può attenuarsi fino a scomparire e talora essere sostituita da coste grossolane e molto spaziate o tubercoli.
Sono conosciute soprattutto le microconche, che raggiungono dimensioni intorno alla decina-quindicina di centimetri di diametro, mentre le macroconche, molto meno frequenti, sono di grande taglia, potendo raggiungere dimensioni dell'ordine dei 50 centimetri e oltre: il genere affine Parapuzosia Nowak comprende le più grandi ammoniti conosciute (fino a 2.5 metri di diametro).

## Tassonomia
Il genere Puzosia è distinto in quattro sottogeneri:

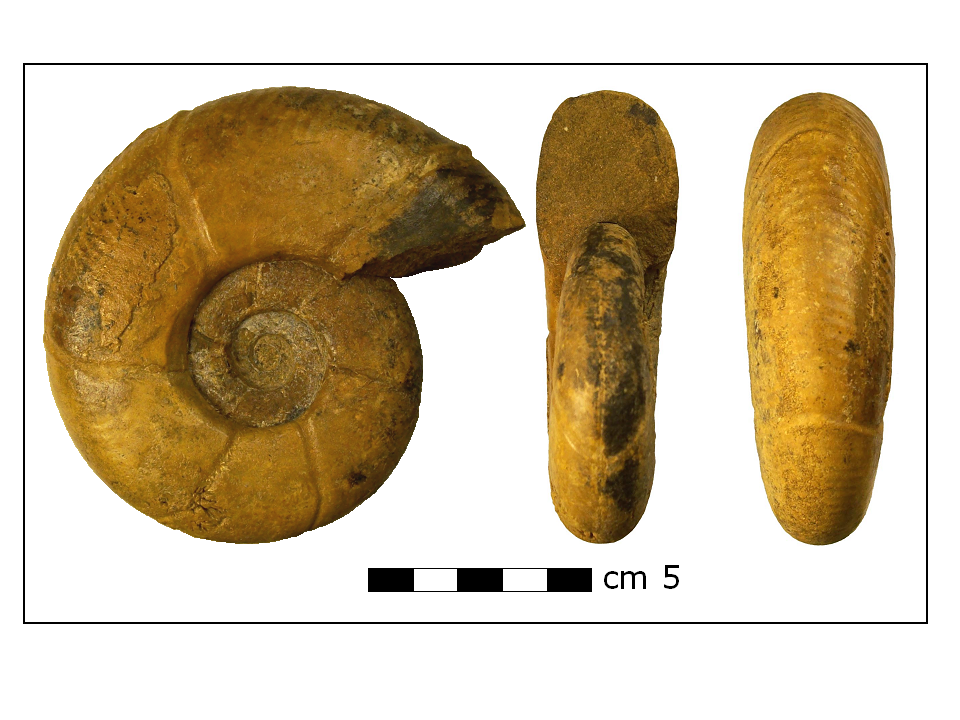
Ammonite appartenente al sottogenere Puzosia (Puzosia) Bayle. Da sinistra: veduta laterale e vedute ventrali. L'esemplare è un modello interno con tracce di guscio. Dal Cretaceo Superiore (Cenomaniano) del Madagascar.

- P. (Puzosia) Bayle (Aptiano superiore-Cenomaniano; distribuzione mondiale). Coste distinte solo sulla parte esterna dei fianchi.
- P. (Anapuzosia) Bayle (Albiano-Cenomaniano; Europa e Asia). Coste presenti lungo tutto il fianco, distinte in principali e secondarie (talora biforcate); ultimo giro con coste grossolane spaziate.
- P. (Bimahites) Matsumoto (Albiano superiore-Turoniano; America centro-meridionale, Europa occidentale, Africa, Asia meridionale e Giappone). Simile a P. (Puzosia), ma con coste assenti o molto deboli.
- P. (Mesopuzosia) Matsumoto (Turoniano-Campaniano; distribuzione mondiale). Caratterizzata da coste forti, presenti lungo tutto il fianco; ultimo giro tendenzialmente liscio.

Il genere Puzosia dà origine nel Cretaceo Superiore (Cenomaniano) al genere Parapuzosia Nowak, caratterizzato dalla presenza di costrizioni solo nello stadio giovanile.

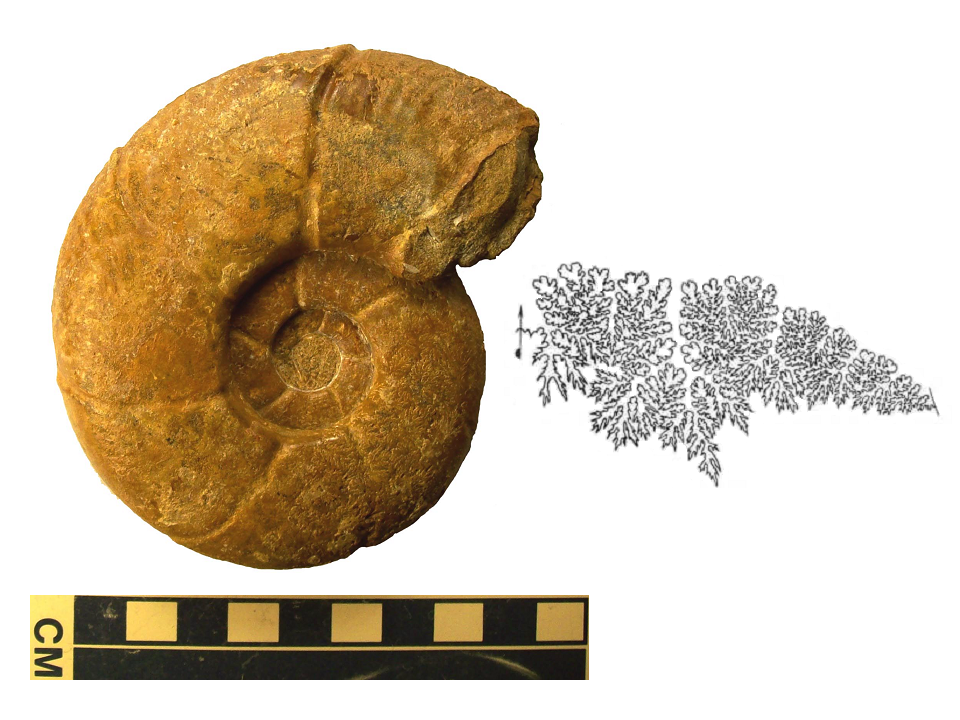
Altro esemplare di Puzosia (Puzosia) sp.; in questo caso è conservato il peristoma, che corrisponde all'ultima costrizione. A destra è riportato un tipico esempio di linea di sutura. Cretaceo Superiore (Cenomaniano) del Madagascar.

## Distribuzione e habitat
Si tratta di forme molto diffuse e frequenti nei depositi di mare epicontinentale di tutto il mondo, dalle Americhe all'estremo oriente.
Si tratta di una forma di ambiente neritico piuttosto profondo, verso il margine della scarpata continentale (circa 200 metri di profondità), più diffusa alle medie e basse latitudini. La conchiglia di Puzosia aveva una camera d'abitazione piuttosto breve (da brevidoma a mesodoma), che le conferiva un assetto stabile dal punto di vista idrostatico, con l'apertura rivolta verso l'alto e leggermente inclinata in direzione anteriore. Sembra si trattasse di una forma piuttosto mobile, nectonica o necto-bentonica. L'ornamentazione generalmente ridotta e sottile riduceva inoltre l'attrito, facendone probabilmente un discreto nuotatore.